# Światowa Konfederacja Baseballu i Softballu
Światowa Konfederacja Baseballu i Softballu (ang. World Baseball Softball Confederation, skrót WBSC) – międzynarodowa organizacja pozarządowa, zrzeszająca 141 narodowych federacji baseballu i softballu.

## Historia
Po wykluczeniu baseballu i softballu z Letnich Igrzysk Olimpijskich w 2005 roku MKOl dokonał reklasyfikacji baseballu i softballu jako dwóch dyscyplin tego samego sportu. Ponieważ wytyczne MKOl wskazywały na konieczność wspólnego rozważenia baseballu i softballu w celu wznowienia w programie olimpijskim, dwie niezależne federacje międzynarodowe wytyczają ścieżkę prowadzącą do pełnego i całkowitego połączenia.
Federacja została założona 14 kwietnia 2013 roku przez połączenie dwóch federacji: International Baseball Federation (IBF) i International Softball Federation (ISF). Została przyjęta nazwa World Baseball Softball Confederation (WBSC).

## Kontynentalne Konfederacje
Afryka
- African Baseball and Softball Association (ABSA)

Ameryka
- Pan American Softball Confederation (CONPASA)
- Pan American Baseball Confederation (COPABE)

Azja
- Baseball Federation of Asia (BFA)
- Softball Confederation Asia (SCA)

Europa
- Confederation of European Baseball (CEB)
- European Softball Federation (ESF)

Oceania
- Baseball Confederation of Oceania (BCO)
- Oceania Softball Confederation (OSC)

## Członkostwo
- ARISF (od 2013)
- GAIS (od 2013)
- IWGA (od 2013)

## Mistrzostwa świata

### WBSC Baseball
- Mistrzostwa świata w baseballu kobiet (od 2004 roku).
- WBSC Premier 12
- World Baseball Classic (od 2006 roku).
- Puchar świata U-21 w baseballu
- Puchar świata U-18 w baseballu
- Puchar świata U-15 w baseballu
- Puchar świata U-12 w baseballu

### WBSC Softball
- Mistrzostwa świata w softballu mężczyzn (od 1966 roku).
- Mistrzostwa świata w softballu kobiet (od 1965 roku).
- Puchar świata U-19 w softballu mężczyzn
- Puchar świata U-19 w softballu kobiet
- Puchar świata U-16 w softballu kobiet